# مجلس عوام

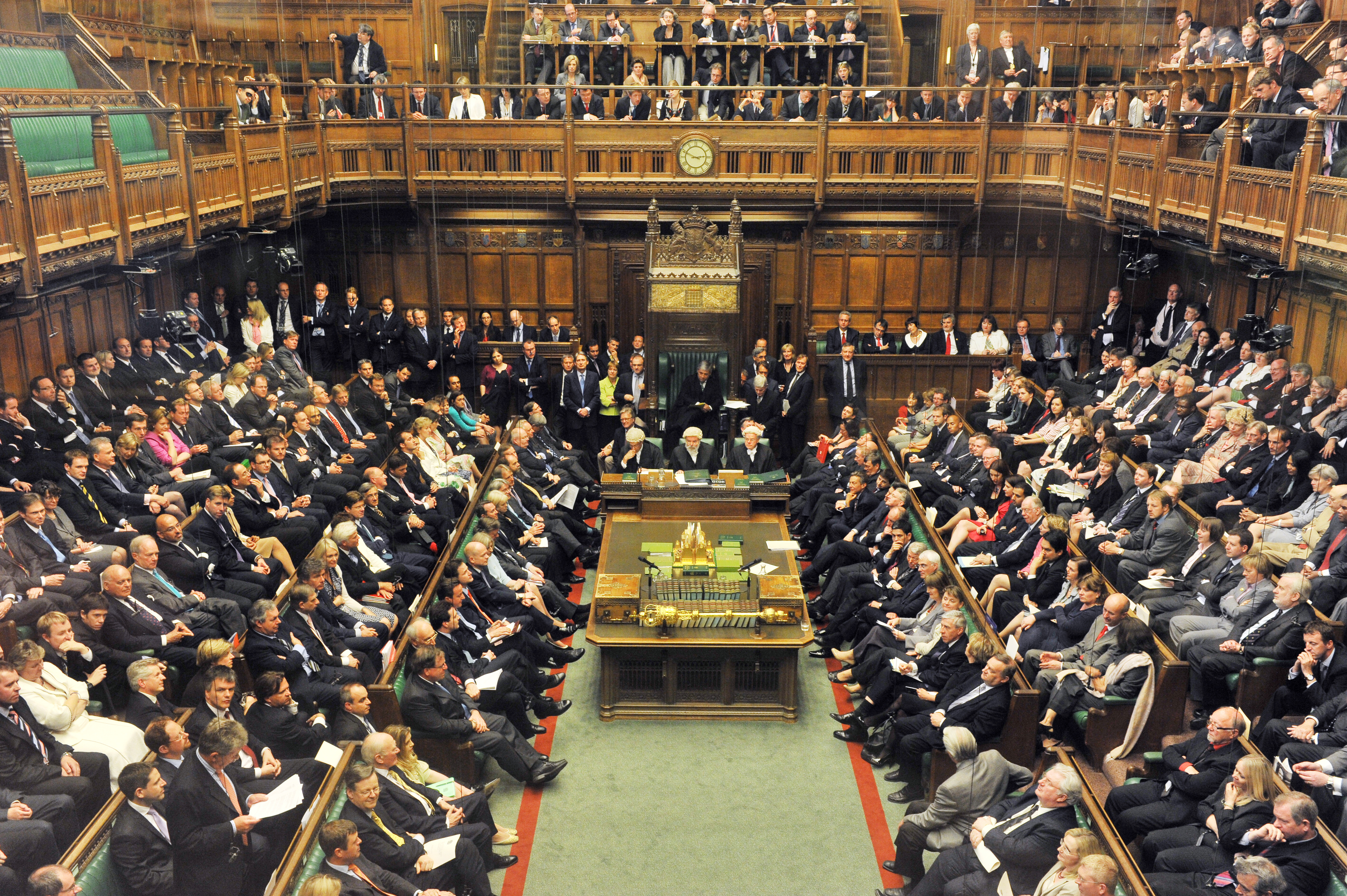
مجلس عوام انگلستان

مجلس عوام به مجلس انتخاب شده توسط مجلس سفلا در کشورهای انگلستان و کانادا گفته می‌شود که در گذشته شامل کشورهای جزیره ایرلند، ایرلند شمالی و کارولینای شمالی نیز می‌شده‌است.